# Det är aldrig för sent
Det är aldrig för sent är en svensk dramafilm från 1956 i regi av Barbro Boman.

## Handling
Görel och Arne ska skiljas. Görel tänker tillbaka på hur historien upprepat sig inom hennes familj.

## Om filmen
Det är aldrig för sent hade premiär den 17 mars 1956 på biograf Astoria i Stockholm. Filmen har visats i SVT, senast i november 2022.

## Rollista i urval
- Inga Landgré – Görel Rocke
- Marianne Aminoff – Birgit Karpell, Görels mor
- Renée Björling – Jeanne, Görels mormor
- Bengt Blomgren – Arne Rocke
- Gunnar Björnstrand – konstprofessorn, Arnes far
- Bengt Eklund – Bertil Karpell, Görels far
- Hugo Björne – Gustafsson
- Ullacarin Rydén – Karin
- Sif Ruud – Dagmar
- Märta Dorff – husa
- Kaj Nohrborg – Axel
- Hans Strååt – Ylvén
- Georg Skarstedt – man vid löpsedel
- Carl-Gustaf Lindstedt - läkare
- Monica Nielsen – konstfackselev
- Ann Tengtz-Nilsson – Görel som flicka
- Jörgen Hasselblad – Göran